# Changez tout
 (juillet 2017).
Si vous disposez d'ouvrages ou d'articles de référence ou si vous connaissez des sites web de qualité traitant du thème abordé ici, merci de compléter l'article en donnant les références utiles à sa vérifiabilité et en les liant à la section « Notes et références ».
Albums de Michel Jonasz
Michel Jonasz
(1974) Michel Jonasz
(1977)
Singles
1. Changez tout
Sortie : 1975
2. Les vacances au bord de la mer
Sortie : 1975

Changez tout est le deuxième album de Michel Jonasz, auteur-compositeur-interprète de variété et acteur français, sorti en 1975. Il s'est vendu à plus de 75 000 exemplaires en France.
Les deux titres les plus connus de cet album sont Changez tout et Les Vacances au bord de la mer.

## Liste des titres
| A1. | Changez tout                   | Pierre Grosz        | Michel Jonasz       | 2:32 |
| A2. | À l'hôtel des femmes infidèles | Pierre Grosz        | Alain Goldstein     | 2:35 |
| A3. | Voyageuse                      | Franck Thomas       | Michel Jonasz       | 2:55 |
| A4. | Les Ricochets                  | Jean-Claude Vannier | Jean-Claude Vannier | 3:00 |
| A5. | L'Homme orange                 | Pierre Grosz        | Michel Jonasz       | 2:30 |
| A6. | Ne m'oublie pas                | Pierre Grosz        | Michel Jonasz       | 4:07 |

| B1. | Les Vacances au bord de la mer | Pierre Grosz | Michel Jonasz | 2:50 |
| B2. | Chanson pour tes yeux lilas    | Pierre Grosz | Michel Jonasz | 2:20 |
| B3. | Lac Balaton                    | Pierre Grosz | Guy Skornik   | 2:58 |
| B4. | Des barriques et des bidons    | Pierre Grosz | Michel Jonasz | 2:30 |
| B5. | Du miel et des violettes       | Pierre Grosz | Michel Jonasz | 2:40 |
| B6. | Sur la lune                    | Pierre Grosz | Michel Jonasz | 3:55 |

## Arrangements
- Gabriel Yared : A5, A6, B1, B2, B4 à B6.
- Jean-Claude Petit : A1, B3.
- Michel Bernholc : A2 à A4.